# Маріуполь (хокейний клуб)
«Маріуполь» — український хокейний клуб з однойменного міста.

## Історія
Заснований 2020 року, напередодні старту сезону 2020/21 років та прийнятий до Української хокейної ліги. Директором клубу став Гліб Рибальченко. Головним тренером команди призначили Олександра Сеуканда, а в жовтні 2020 року до штабу приєднався Євген Царегородцев. Наприкінці грудня 2020 року було оголошено про відхід з посади тренера Олександра Сеуканда, згодом стало відомо, що в.о. головного тренера призначили Сергія Вітера.
У серпні 2021 року помічником Сергія Вітера став Олександр Міхейонок, а в жовтні 2021 року тренером воротарів став Євген Бруль.

## Відомі гравці
- Роман Благий
- Володимир Чердак
- Денис Петрухно